# Estadio Monumental David Arellano
Le Estadio Monumental David Arellano est un stade de football de la capitale chilienne, Santiago du Chili. 
Le stade est la propriété de Colo-Colo. Sa capacité est de 45 000 places. Il accueille la finale retour de la Copa Libertadores 1991 remportée par Colo-Colo.